# 形式验证
在计算机硬件（特别是集成电路）和软件系统的设计过程中，形式验证的含义是根据某个或某些形式规范或属性，使用数学的方法证明其正确性或非正确性。

## 解释
软件测试无法证明系统不存在缺陷，也不能证明它符合一定的属性。只有形式化验证过程可以证明一个系统不存在某个缺陷或符合某个或某些属性。系统无法被证明或测试为无缺陷，这是因为不可能形式地规定什么是「没有缺陷」。所有可以做的，就是证明一个系统没有任何可以想到的缺陷，并且满足所有的使系统符合功能要求的和有用的属性。
在集成电路设计中，形式验证是一种集成电路设计的验证方法，它的主要思想是通过使用形式证明的方式来验证一个设计的功能是否正确。形式验证可以分为三大类：抽象解释（Abstract Interpretation）、形式模型检查（Formal Model Checking，也被称作特性检查）和定理证明（Theory Prover）。
等价性检查的验证用于验证寄存器传输级设计与门级网表之间、门级网表与门级网表之间是否一致。在进行扫描链重排、时钟树综合等过程中，都可以用等价性检查保证网表的一致性。等价性检查已经融入集成电路标准设计流程中。等价性检查在检查ECO时非常有用。例如，设计者在修改门级网表时，由于手误，错将一个或门写成或非门，等价性检查工具通过比较寄存器传输级设计与门级网表，可以很容易地发现这种错误。
模型检查用时态逻辑来描述规范，通过有效的搜索方法来检查给定的系统是否满足规范。模型检查是目前研究的热点，但其验证的电路规模受限制这一问题还没有得到很好的解决。
定理证明把系统与规范都表示成数学逻辑公式，从公理出发寻求描述。定理证明验证的电路模型不受限制，但需要使用者的人工干预和较多的背景知识。